# Bezares (Burgos)
Bezares es una localidad del municipio de Valle de Valdelaguna situado al sureste de la provincia de Burgos, Comunidad Autónoma de Castilla y León, España.
Bezares de Valdelaguna se sitúa a 65 kilómetros de la capital provincial de Burgos. En su término se sitúan antiguas minas de hierro que fueron uno de los detonantes a finales del siglo XIX para la realización del ferrocarril minero entre Villafría y Monterrubio de la Demanda. La localidad forma junto a Quintanilla de Urrilla, Tolbaños de Abajo, Tolbaños de Arriba, Vallejimeno y Huerta de Abajo el municipio del Valle de Valdelaguna.

## Topónimo
El topónimo parece derivar de biezo, voz de uso regional que significa ‘abedul’. Corominas identifica una forma *BETTIUS, que explica el catalán oriental beç, así como el infrecuente apelativo cast. biezo ‘abedul’, aducido por el propio Schuchardt como designación dialectal del mismo árbol en La Rioja, el sur de Navarra y la sierra de Gredos en Ávila.

## Situación
Está situado a 65 km. de la capital de la provincia, Burgos (84 km. por carretera).

## Demografía
Uno de los 19 pueblos de la provincia de Burgos en los que en 2010 solo vive una sola persona mayor.

## Economía
Actualmente es una explotación ganadera. Al Sur de la localidad se encuentran varias minas de hierro, actualmente están sin explotar.